# روبرت جونز
روبرت جونز (بالإنجليزية: Robert Jones)‏ (و. 1845 – 1927 م) هو سياسي"Mr Robert (Perceval) JONES". Parliament of New South Wales. مؤرشف من الأصل في 2015-09-24. اطلع عليه بتاريخ 2015-07-20.، من أستراليا، توفي عن عمر يناهز 82 عاماً.

## مناصب
تولى منصب عضو الجمعية التشريعية نيو ساوث ويلز (1907–1910)، وعضو الجمعية التشريعية نيو ساوث ويلز (1891–1898).